# St. Vitus (Stockheim)

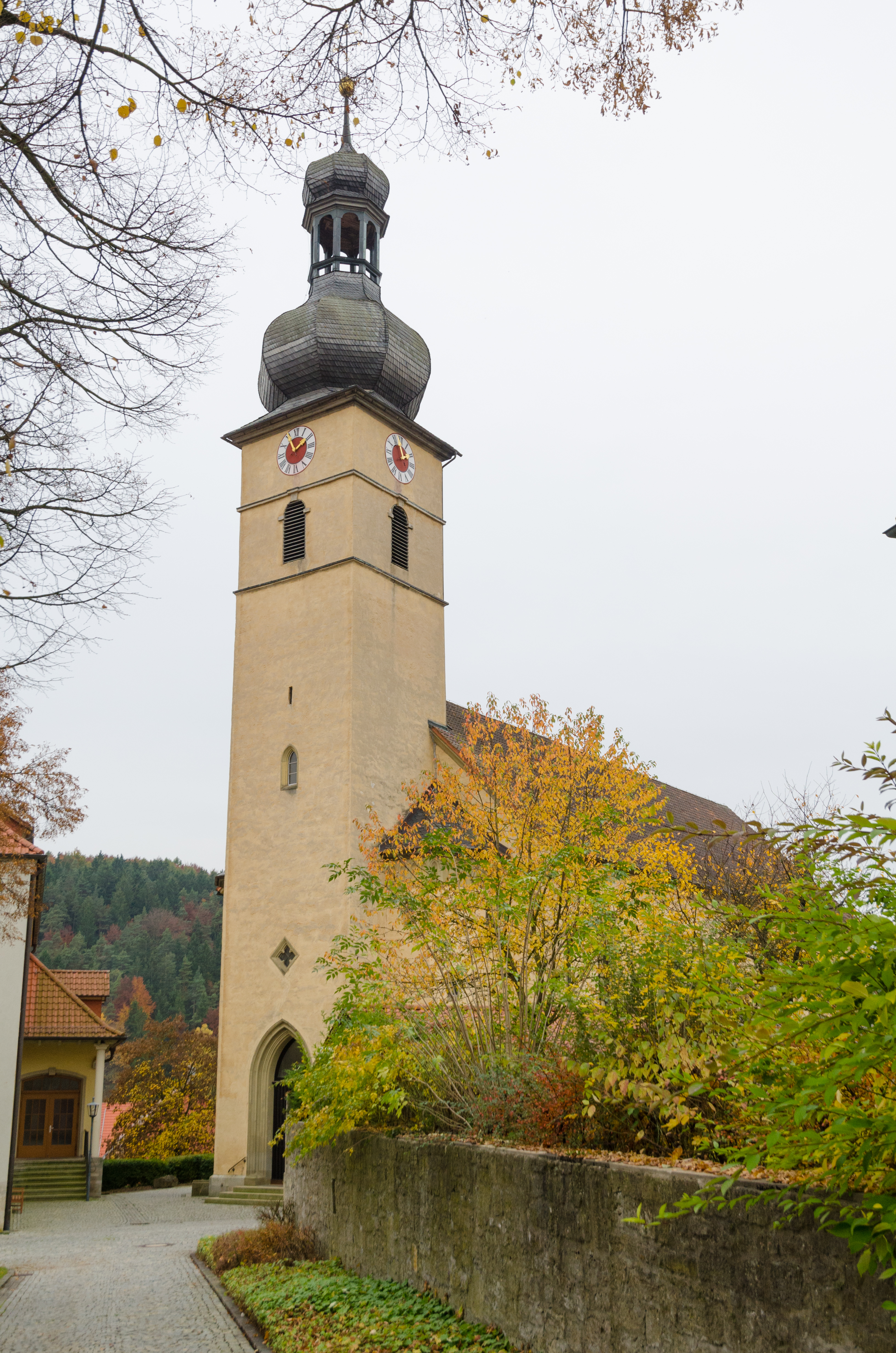
St. Vitus (Stockheim)

Die römisch-katholische Pfarrkirche St. Vitus steht in Stockheim, einer Gemeinde im unterfränkischen Landkreis Rhön-Grabfeld in Bayern. Das denkmalgeschützte Bauwerk hat ein mittelalterliches Turmuntergeschoss. Die Pfarrei gehört zur Pfarreiengemeinschaft Stockheim-Ostheim im Dekanat Bad Neustadt des Bistums Würzburg.

## Beschreibung

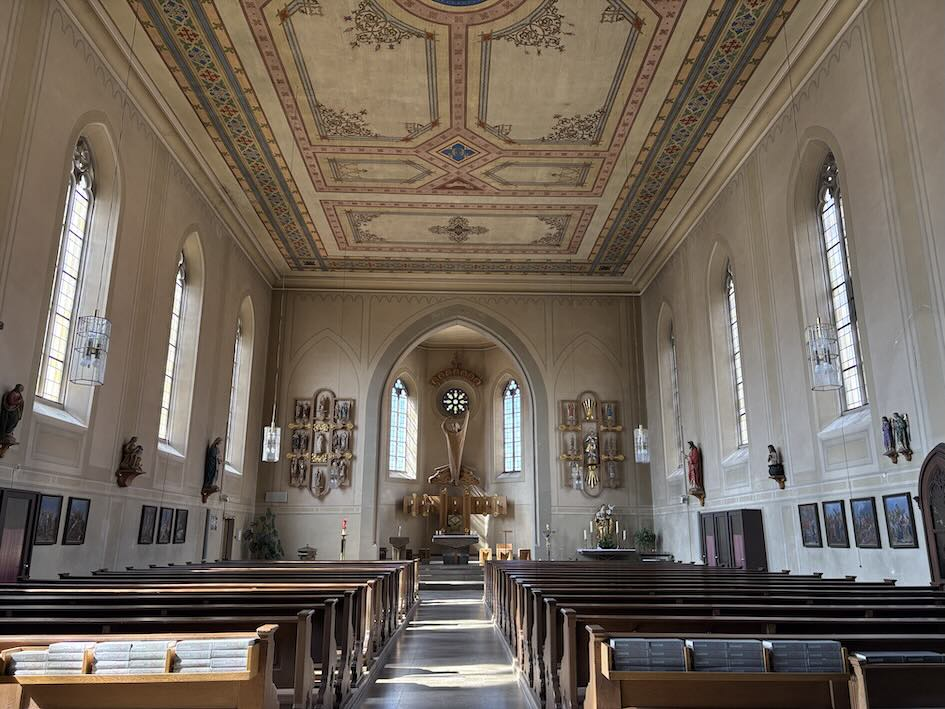
Der Altarraum

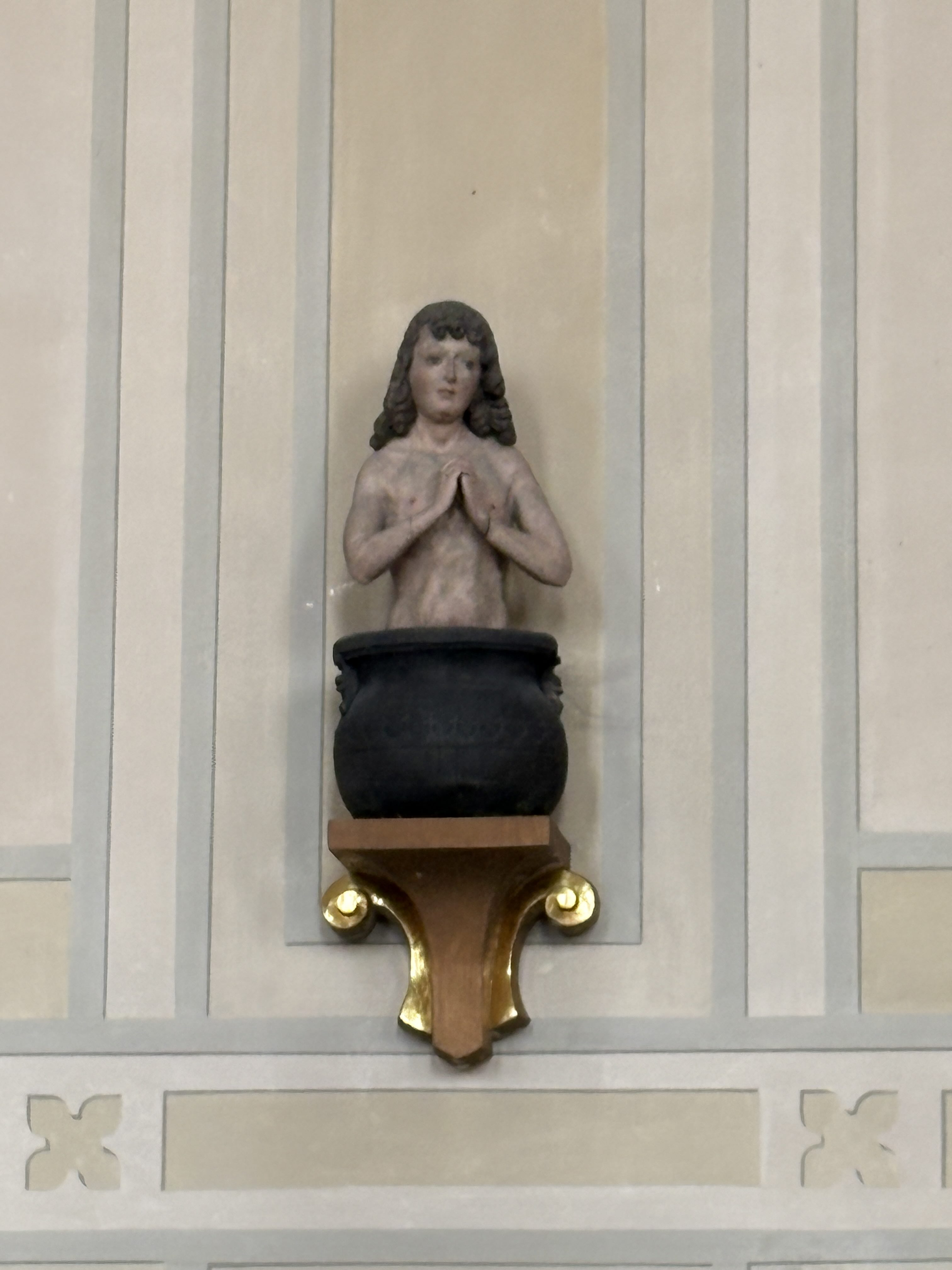
Holzstatue von St. Vitus

Die neugotische Saalkirche wurde 1859 erbaut. Sie besteht aus einem Langhaus, einem eingezogenen, dreiseitig geschlossenen Chor im Westen und einem Kirchturm im Osten, dessen untere Geschosse mittelalterlich sind. Er wurde 1711 um zwei Geschosse aufgestockt, das untere für den Glockenstuhl mit den fünf Kirchenglocken, das obere für die Turmuhr, und mit einer schiefergedeckten Welschen Haube bedeckt.
Zur Kirchenausstattung gehört eine um 1500 gebaute hölzerne Statue des heiligen Vitus.